# Ефимов, Павел Алексеевич
Павел Алексеевич Ефимов — советский учёный, Герой Социалистического Труда, профессор, доктор технических наук.

## Биография
Родился в 1908 году в деревне Роги. Член КПСС.
Окончил Ленинградский институт точной механики и оптики (1935).
В 1920—1946 гг. — батрак, ученик слесаря, кузнец на Кировском заводе, мастер, заместитель главного инженера, главный инженер производственного предприятия, организатор эвакуации производств из Ленинграда, руководитель монтажа и запуска оборудования в городе Раменское.
С 1946 по 1974 год — главный конструктор — ответственный руководитель ОКБ-857 — ОКБ «Электроавтоматика» (ЭА) Минавиапрома СССР в Ленинграде.
С 1974 по 1982 год — генеральный директор Ленинградского научно-производственного объединения «Электроавтоматика» (НПО ЭА) Минавиапрома СССР.
С 1982 года — на пенсии. Являлся ведущим инженером — научным консультантом НПО ЭА.
Основоположник научно-педагогической школы университета «Компьютерные и информационные технологии». Организатор и в 1980—1983 годах заведующий базовой кафедрой машинного проектирования бортовой электронно-вычислительной аппаратуры (МП БЭВА) ЛИТМО. С 1983 года — профессор кафедры МП БЭВА ЛИТМО.
Указом Президиума Верховного Совета СССР («закрытым») от 9 сентября 1976 года присвоено звание Героя Социалистического Труда с вручением ордена Ленина и Золотой медали «Серп и Молот».
За работу в области приборостроения был в составе коллектива удостоен Сталинской премии 1952 года. Лауреат Государственной премии СССР в 1966 и 1973 годах.
Умер в Санкт-Петербурге в 1999 году.